# Бутл
Бутл (енгл. Bootle) је град у Уједињеном Краљевству у Енглеској. Према процени из 2007. у граду је живело 56.965 становника.

## Становништво
Према процени, у граду је 2008. живело 56.965 становника.
| 1981.  | 1991.  | 2001.  |
| ------ | ------ | ------ |
| 70,860 | 65,454 | 59,123 |